# ハビエル・マンハリン
ハビエル・マンハリン（Javier Manjarín, 1969年12月31日 - ）は、スペイン・ヒホン出身の元サッカー選手。スペイン代表だった。現役時代のポジションはフォワード。

## 経歴

### クラブ
1989-90シーズンに地元のスポルティング・デ・ヒホンからデビューし、デビューシーズンは29試合に出場して4得点した。1993年にデポルティーボ・ラ・コルーニャに移籍すると、プリメーラ・ディビシオン（1部）の選手として独り立ちし、攻撃の鍵となる選手として2度のリーグ2位と1度のリーグ3位に貢献。1993-94シーズンからの4シーズンで計19得点を挙げた。その後は調子を落とし、また負傷の影響で出場機会が限られたため、1999年にラシン・サンタンデールに移籍。カンタブリア州のクラブで復活を遂げ、2シーズンで61試合に出場して3得点を挙げた。2001年から2003年にはメキシコに渡り、アトレティコ・セラヤFC（セグンダ・ディビシオン）とサントス・ラグナでプレー。2004年にスペインに帰国すると、地域リーグのアトレティコ・アルテイショで1シーズンプレーした後、2005年に35歳で現役引退した。13シーズンの間プレーしたプリメーラ・ディビシオンでは通算329試合に出場して38得点を挙げた。

### 代表
U-20スペイン代表、U-21スペイン代表、U-23スペイン代表歴を持っている。1992年にはバルセロナオリンピックに出場し、ジョゼップ・グアルディオラやルイス・エンリケなどとともに金メダルを獲得した。
1995年9月6日、グラナダで行われたUEFA EURO '96予選のキプロス戦 (6-0) でスペイン代表デビューした。同年11月15日、同予選のマケドニア共和国戦(3-0)で代表初得点を挙げた。1996年にはUEFA EURO '96本大会に出場し、ルーマニア戦 (2-1) で先制点を挙げた。

#### 代表での得点
| #  | 日付           | 場所     | 相手         | スコア | 最終結果 | 大会              |
| -- | -------------- | -------- | ------------ | ------ | -------- | ----------------- |
| 1. | 1995年11月15日 | エルチェ | 北マケドニア | 2-0    | 3-0      | UEFA EURO '96予選 |
| 2. | 1996年6月18日  | リーズ   | ルーマニア   | 0-1    | 1-2      | UEFA EURO '96     |

## タイトル

### クラブ
デポルティーボ・ラ・コルーニャ
- コパ・デル・レイ : 1994-95
- スーペルコパ・デ・エスパーニャ : 1995

### 代表
U-23スペイン代表
- オリンピックサッカー : 1992